# Christian McBride
Christian McBride (ur. 31 maja 1972 w Filadelfii) – amerykański kontrabasista jazzowy. 
Współpracował z wieloma sławami jazzu takimi jak Joe Henderson, Freddie Hubbard, Herbie Hancock, Pat Metheny, Roy Haynes Ray Brown, John Clayton, Chick Corea czy Diana Krall, a także z muzykami pop i klasycznymi, m.in. Carly Simon, Sting, James Brown i Kathleen Battle. Zagrał również na płycie Anny Marii Jopek ID.
Zazwyczaj gra na kontrabasie, ale czasami używa elektrycznej gitary basowej.

## Dyskografia
Płyty autorskie
- 1995 „Gettin’ to It” (Verve Records)
- 1996 „Number Two Express” (Verve Records)
- 1998 „A Family Affair” (Verve Records)
- 2000 „Sci-Fi” (Verve Records)
- 2001 „The Philadelphia Experiment” (Ropeadope Records)
- 2003 „Vertical Vision” (Warner Bros. Records)
- 2006 „Live at Tonic” (Ropeadope Records)
- 2009 „Kind of Brown” (Mack Avenue Records)
- 2011 „The Good Feeling” (Mack Avenue Records)
- 2011 „Conversations With Christian” (Mack Avenue Records)